# Alexandra Cousteau
Pour les articles homonymes, voir Cousteau et Famille Cousteau.
Alexandra Cousteau, née le 21 mars 1976 dans le comté de Los Angeles, est une militante écologiste franco-américaine.

## Biographie
Alexandra Marguerite Clémentine Cousteau est la fille de Philippe Cousteau, mort alors qu'elle a trois ans, et de Janice Cousteau (née Sullivan) (en). Elle est donc aussi la petite-fille de l'explorateur et cinéaste Jacques-Yves Cousteau,, qui l'initie à la plongée sous-marine et avec lequel elle voyage à travers le monde. 
Alexandra Cousteau milite plus particulièrement sur les questions de la conservation, la restauration et la gestion durable de l'eau.
En 2000, Alexandra Cousteau fonde, avec son frère Philippe Cousteau, l'organisation EarthEcho International pour poursuivre l’œuvre familiale en faveur de la science et de l'éducation,.
En février 2012, elle rejoint l'organisation Oceana (la plus grande ONG mondiale sur la protection des mers) en tant que conseillère.
Alexandra Cousteau est aussi membre du conseil d'administration de Neom, le projet de ville futuriste située au Nord-Ouest de l'Arabie saoudite et créée par le prince Mohammed ben Salmane ben Abdelazize Al Saoud,.
En 2018 elle commence à développer l'initiative OCEANS 2050 qui est une mission de restauration de la faune marine.

## Vie privée
Elle est mariée avec un architecte allemand, Fritz Neumeyer (en), avec qui elle a deux enfants, Clémentine et Balthasar. Après avoir vécu quelques années à Berlin, elle vit actuellement à Angers[réf. nécessaire]